# His Greatest Hits
His Greatest Hits — девятый альбом американского певца Литла Ричарда, вышедший в 1965 году на лейбле Vee-Jay Records.

## Об альбома
В 1964 году Литл Ричард перешёл на Vee-Jay Records, для которого записал старые рок-н-роллы, а также новый материал. На новом лейбле Литл Ричард пробыл всего год. Две первые долгоиграющие пластинки на Vee-Jay, включая данный альбом, состояли из рок-н-роллов 1950-х гг. (все оригинальные версии песен на His Greatest Hits, например, были записаны на Specialty Records в 1955—57 гг.). Более новый материал, записанный тогда же, был выпущен лишь на синглах.

## Список композиций
1. Good Golly Miss Molly
2. Baby Face
3. Tutti Frutti
4. Send Me Some Lovin’
5. The Girl Can’t Help It
6. Lucille
7. Slippin’ and Slidin’
8. Keep A-Knockin’
9. Rip It Up
10. She’s Got It
11. Ooh! My Soul
12. Long Tall Sally